# Państwo Inków
Państwo Inków (keczua Tahuantinsuyu lub Tawantinsuyu, dosłownie: Imperium Czterech Części, Zjednoczone Cztery Części, cztery części razem) – historyczne państwo w zachodniej części Ameryki Południowej, w okresie swego największego rozkwitu obejmujące tereny dzisiejszego Peru, Ekwadoru oraz częściowo Boliwii, Chile, Kolumbii i Argentyny. Powstało na gruzach cywilizacji Mochica z inicjatywy wiodącego plemienia andyjskich Indian, którego władcy zwali siebie Sapa Inca (odpowiednik cesarza). Skupiało wiele plemion podbitych lub w pokojowy sposób zasymilowanych z resztą społeczeństwa. Później nazwą "Inka" badacze dziejów określali wszystkich mieszkańców andyjskiego mocarstwa.
Państwo Inków, założone w XII wieku, rozbudowane zostało w rozległe imperium w ciągu niespełna 200 lat przed odkryciem Ameryki przez Europejczyków. Na początku wieku XVI obejmowało prawie całe wybrzeże Pacyfiku wzdłuż Andów oraz tereny dzisiejszego Peru i Boliwii w głębi kontynentu, a zamieszkane było przez około 12 milionów mieszkańców. Zajmowali się oni głównie rolnictwem, uprawiając kukurydzę, ziemniaki, komosę ryżową, bawełnę i kokę, a także hodowlą lam i alpak. Część pól nawadniano przy pomocy sztucznych kanałów irygacyjnych. Domy mieszkalne budowano z cegły suszonej lub ciosanych kamieni łączonych zaprawą glinianą. Rozwinięta była ceramika, zdobiona inkrustacjami i malowidłami.

## Początki państwa Inków

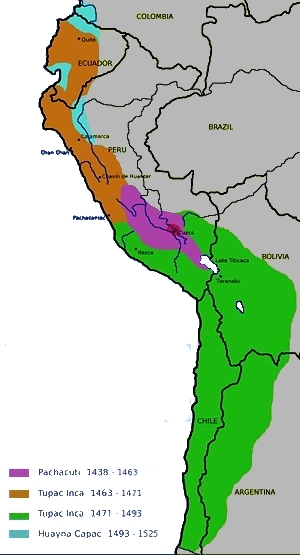
Rozwój terytorialny państwa Inków (od 1438 do 1525)

### Czasy przedinkaskie
Czasy przedinkaskie dzieli się na kilkanaście okresów. Imperium Tahuantinsuyu bezpośrednio poprzedzał okres Wari oraz okres rozwoju regionalnego. Z okresu Wari zachowały się liczne miasta. Jednym z nielicznych źródeł na ten temat jest kronika Juana de Betanzosa. Wymienia ona kilkudziesięciu władców Amautów z tamtego okresu. Kronika daleka jest od prawdy, niemniej rzuca światło na te niemal niezbadane czasy. Według Betanzosa w okresie rozwoju regionalnego rozpoczęły się wojny między pomniejszymi plemionami. Po śmierci króla Amauty Pachacutiego VI Amautowie mieli schronić się w Pacari Tampu, czyli Mieście z Oknami. Przebywali tam aż do czasu stworzenia Tahuantinsuyu.

### Legendarni władcy
Podana poniżej lista jest niekompletna z powodu braku materiałów pozwalających zweryfikować chronologię inkaską.
1. Manco Capac
2. Sinchi Roca
3. Lloque Yupanqui
4. Mayta Capac
5. Capac Yupanqui
6. Inca Roca
7. Yahuar Huacac
8. Viracocha Inca

### Władcy historyczni
1. Pachacuti Inca Yupanqui (1438–1471)
2. Tupac Yupanqui (1471–1493)
3. Huayna Capac (1493–1527)
4. Huascar (1527–1532)
5. Atahualpa (1532–1533)

### Podbój
Imperium Inków, przed najazdem oddziału Francisco Pizarro, było bardzo osłabione wcześniejszą wojną domową oraz epidemią ospy. Pizarro wykorzystał tę sytuację i zaprosił zwycięskiego władcę Atahualpę wraz z pięcioma tysiącami szlachciców inkaskich. Przybyli oni bez broni, zaś w czasie uczty zostali podstępnie napadnięci i wymordowani przez żołnierzy hiszpańskich. Z rzezi oszczędzono i wzięto do niewoli tylko samego władcę. Obiecano mu wolność w zamian za duży okup. Faktycznie Hiszpanie otrzymali sześć ton złota i dwanaście ton srebra, lecz mimo to Atahualpa został skazany na śmierć przez spalenie na stosie. Według wierzeń Inków spalenie ciała było równoznaczne z zabiciem duszy. Hiszpanie zgodzili się więc na zamianę wyroku śmierci na uduszenie, wszakże pod warunkiem wcześniejszego przejścia skazańca na chrześcijaństwo. Tak też się stało. Ciało Atahualpy zostało w nocy potajemnie wykopane z grobu przez wiernych Indian i ukryte. Po śmierci władcy Inków jego dwie armie się rozpierzchły, a niewielka armia Pizarro opanowała w ciągu kilku lat całe imperium Inków. Przez jakiś czas broniły się jeszcze oddziały partyzanckie pod dowództwem m.in. wodza imieniem Challcuchima.

## Królestwo Vilcabamba
Początki królestwa Vilcabamba datuje się na 1536 rok. Nastąpiło wtedy oblężenie Cuzco przez wojska Manco Inki. Po dziesięciomiesięcznym oblężeniu musiał jednak odstąpić z powodu głodu i słabego morale armii. Schronił się w Vilcabambie, skąd kierował walką partyzancką. Nieraz wycinał całe oddziały hiszpańskie. Jego synowie kontynuowali walkę z Hiszpanami do 1572. Dosyć popularnym mit głosi, że władcy inkascy bohatersko się tam bronili. W rzeczywistości dotyczy to jedynie Manco Inki, a maleńkie państwo do 1572 roku istniało jedynie dzięki łasce Hiszpanów.

## Ustrój polityczny i administracja

### Sapa Inca
Władcy Inków otoczeni byli wielkim przepychem i czczeni jak bogowie. Każdy władca budował dla siebie nowy pałac zwany panaca. Po śmierci ich ciała mumifikowano i czczono w panaca. Do nich i kapłanów należała cała ziemia w państwie. Najważniejszymi bóstwami były Inti, czyli słońce i Illapa, władający siłami przyrody. Na ich cześć budowano kultowe kamienne piramidy. Stolicą państwa Inków było miasto Cuzco na Płaskowyżu Andyjskim. Interesującym i zagadkowym miastem, odkrytym w 1911, jest Machu Picchu, położone wysoko w górach i zbudowane tak, że nie jest widoczne z dołu. Z niewiadomych powodów zostało opuszczone przez mieszkańców krótko przed przybyciem Hiszpanów do Ameryki. Miejsce pochówku większości Inków jest niewiadome. Prawdopodobnie niektórzy zostali pochowani w mieście Pachacamac. Ciała Atahualpy również nie odnaleziono.

### Administracja terenowa

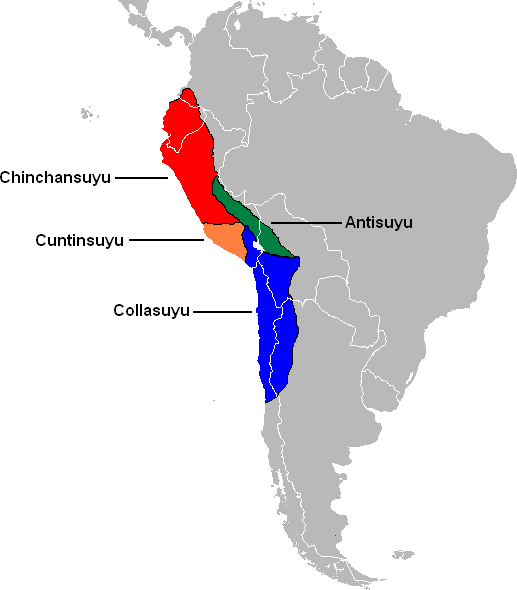
Podział administracyjny kraju: Antisuyu (kolor zielony), Chinchasuyu (czerwony), Kuntisuyu (żółty), Qullasuyu (niebieski)

Imperium Inków było dobrze zorganizowane. Na jego czele stał Sapa Inka, syn słońca i boski namiestnik. Niżej w hierarchii byli prefekci, każdy z nich zarządzał czwartą częścią kraju. Prefektem mógł być jedynie brat lub stryj władcy. Podlegali im urzędnicy, oficerowie armii i sędziowie. Dół piramidy społecznej stanowili robotnicy i rolnicy.
W chwili rozpoczęcia podbojów przez Hiszpanów (1531–1536) imperium Inków zajmowało prawie wszystkie terytoria na zachodnich wybrzeżach Ameryki Południowej. W 1572 ostatnim Inką został Tupac Amaru, którego ojcem był Manco Inca.
Na czele każdego regionu stał kuraka, czyli zarządca. Najstarszy syn kuraki obejmował to stanowisko po jego śmierci. Zadaniem kuraki było pilnowanie podziału plonów, dbanie o ludność, a w razie potrzeby goszczenie Sapy Inki lub wystawianie wojska na jego potrzeby. Inca Garcilaso de la Vega pisze jednak, że nie każdy najstarszy syn kuraki zostawał jego następcą. Według niego mógł nim zostać tylko człowiek mądry, rozsądny i sprawiedliwy. Synowie kuraków byli kształceni w Cuzco. Był to rodzaj aresztu; kuraka nie buntował się, wiedząc, że jego syn jest w stolicy.

## Wierzenia

### Religia
Inkowie wierzyli w Słońce jako ich stwórcę i uznawali je za główne bóstwo. Wszyscy władcy uważani byli za potomków Słońca.
Obok kultu Słońca jednym z najbardziej popularnych kultów był kult bóstwa zwanego Wirakocza, który uważany jest za odpowiednik Kukulkana u Majów czy Quetzalcoatla u Azteków.

### Mitologia
W przeciwieństwie do Greków czy Rzymian mitologia Inków nie mówiła o stworzeniu świata, ludzi itd. przez bogów, nie mówiła też, że bogowie opiekują się ludźmi. Według mitologii ludzie byli niegdyś bóstwami, którzy za wszelką cenę chcieli dojść do najwyższej władzy, mimo że byli najsłabsi spośród bogów. Bóg Wirakocza, który zwykle był bardzo spokojny, miał dość kłótni ludzi-bogów o władzę i krzyknął na nich tak głośno, że spadli w pustkę i lecieli tak długo, aż napotkali ziarnko piasku, którego się złapali. Ludzie budowali Ziemię wiele milionów lat z okruchów spadających z nieba. Kiedy ludzie skończyli budować ziemię, bogowie, widząc czego dokonali, podarowali im zwierzęta, ale pod warunkiem, że ustanowią święto dla każdego boga i będą je hucznie obchodzili, a każdy pominięty bóg sprowadzi na Ziemię kataklizm. Później bogowie zażyczyli sobie ofiary ze zwierząt w zamian za to, że zwierzęta się rozmnażają.

### Uroczystości religijne
Kiedy Sapa Inka umierał, jego ciało balsamowano i mumifikowano. W czasie świąt mumie sadzano obok żyjącego władcy, by mogły widzieć świętujących. Wprowadzano 100 śnieżnobiałych lam i składano je w ofierze bogu Inti, co miało zapewnić urodzaj. Królewskie mumie wkładano do specjalnych wnęk w murze świątyni, aby były gotowe na kolejne dni świąt.
Święto Inti Raymi odbywało się podczas przesilenia zimowego (na półkuli południowej – około 24 czerwca). Do Cuzco zjeżdżali się wszyscy kurakowie. Największym zaszczytem dla kuraki było picie piwa kukurydzianego chicha razem z władcą. Następowało wtedy rytualne przepicie Inki do słońca. Na widok publiczny były wystawiane mumie wcześniejszych władców. Inka obdarowywał szczodrze kuraków. Świętowano na dwóch placach miejskich, gdyż tłum dostojników nie mieścił się na jednym.
Podczas jednego ze świąt w nocy następowało rytualne oczyszczenie Cuzco ze złych duchów.

## Gospodarka
Podstawą gospodarki było rolnictwo. Było tak rozwinięte, że imperium dysponowało dużymi nadwyżkami żywności.
Inkowie budowali na stokach gór, do wysokości 4000 m n.p.m., uprawne stopnie – tarasy. Na spód sypano kamienie stanowiące drenaż, następnie warstwę piasku, którą przykrywano ziemią uprawną. Podstawowym narzędziem był inkaski pług nożny, używany po dziś dzień. Pola i tarasy uprawiane były przez całą wspólnotę wiejską. Do najważniejszych roślin uprawnych zaliczały się ziemniaki i kukurydza. Uprawiali też fasolę, gujawy, paprykę i chili. Opanowano metodę suszenia ziemniaków (wynoszono je wysoko w góry, gdzie w nocy zamarzały; po rozmrożeniu, udeptując nogami, wygniatano z nich wodę i suszono na słońcu). Dodać należy, że do tego nadaje się specjalna odmiana ziemniaków, nie występująca w Polsce. Tak przygotowane ziemniaki przechowywano do 20 lat. Każde małżeństwo otrzymywało 1 tupu, czyli niewielki kawałek ziemi wystarczający na skromne utrzymanie.
Ponadto Inkowie zajmowali się hodowlą pięciu gatunków zwierząt: kaczek, świnek morskich, psów, alpak i lam. Lamy i alpaki oraz ich runo stanowiły własność Inki. Lamy i alpaki trzymano dla wełny, świnki morskie i kaczki dla mięsa, a psy dla zabawy. Inkaskim przysmakiem było pieczone mięso świnek morskich. W inkaskich domach mogło znajdować się nawet po kilkadziesiąt tych zwierząt.
W okresie przerwy w pracach rolnych w porze suchej wieśniacy zajmowali się tkactwem i rękodziełem. Wyroby, podobnie jak płody rolne czy zwierzęta, stanowiły własność Inki, odbierane były przez jego urzędników, składowane w magazynach i w miarę potrzeb redystrybuowane wśród całej populacji.
Drugą dziedziną gospodarki było górnictwo. W kopalniach rud miedzi i srebra pracowali oddelegowani na czas do trzech miesięcy mieszkańcy wiosek. W systemie tym, zwanym mita, budowano drogi, świątynie, pałace. Okres oddelegowania zależny był od uciążliwości pracy. Wieśniacy chętnie uczestniczyli w tych pracach, gdyż była to jedyna okazja opuszczenia wsi i zaobserwowania jak żyje arystokracja inkaska.
Informacje na temat stanu zapasów, liczby ludności i tym podobne przekazywane były do stolicy w formie informacji zapisanych przy pomocy węzełków zwanych kipu.

## Prawo

### Administracja i wymiar sprawiedliwości
Państwo nie ingerowało w sądy i kary dotyczące chłopów i członków wspólnot, podporządkowanych jedynie jurysdykcji kuraków. Rezerwowało sobie jednak prawo czuwania nad tym, aby ci ostatni przestrzegali prawa Inki, a zachowanie tych lokalnych przywódców było nadzorowane przez osobę zwaną tokrikok (tocricoc) lub tokoyrikok (w dosłownym tłumaczeniu: ten, który widzi wszystko). Miał on jurysdykcję nad kurakami, a oni zawsze mogli odwołać się do Inki.
Powodem rozpoczęcia procesu przeciwko władcy lokalnemu mogło być na przykład niewykonanie rozkazów Inki, próba rebelii, opieszałość w nadzorowaniu pracy swych poddanych, braki w ceremoniach kultu państwowego (ustalonych w trzech konkretnych datach), nadużycia w stosunku do swych poddanych przez wymaganie od nich usług osobistych zajmujących czas, który winien być poświęcony służbie publicznej.
Kara oznaczała utratę władzy, a w przypadku rebelii śmierć winnego i całej jego rodziny. Kontrola polityczna nie dotyczyła jednak tylko lokalnych przywódców. Także urzędnicy, nawet najwyższego szczebla, byli poddawani okresowym drobiazgowym kontrolom przeprowadzanym przez wizytatorów lub sędziów tokrikok, którzy jawnie (lub, jeżeli tego wymagał dany przypadek, w tajnej misji) przemierzali terytoria imperium, aby osobiście zdać Ince sprawę z dokładnego wykonania obowiązków i z uczciwości jego administratorów. Ścisły i permanentny, a także powszechny i wzajemny nadzór zapobiegały korupcji i nadużyciom, które mogłyby podkopać sprawność systemu polityczno-biurokratycznego, ustanowionego z taką troską przez władców Cuzco.

### Więzienia i kary
Na karę więzienia skazywano i zamykano w najbliższej twierdzy arystokratów, którzy zaniedbywali swoje obowiązki. Kiedy przestępstwo popełnili urzędnicy niższej rangi, zamykano ich w domu jednego z arystokratów rady imperialnej. Przestępców z gminu, niebezpiecznych lub bardzo ważnych, posyłano do więzień pilnowanych przez straże.
W Cuzco było więzienie, zwane Sapán Inca, zarezerwowane dla „długouchych” arystokratów, kuraków lub dzieci Inków i kapitanów twierdz. Karę za poważne przestępstwa odbywano w więzieniu o najwyższym zabezpieczeniu, z czego możemy wnioskować, że istniały różne typy więzień, zgodnie z rodzajem przestępstwa i intensywnością kary.
Inny typ kary więziennej odbywano w sancahuasi, miejscach zamkniętych całkowicie i wybrukowanych spiczastymi i ostrymi skałami, które cięły jak noże, z drapieżnymi zwierzętami. Kiedy ktoś popełnił poważne przestępstwo przeciwko Ince, zasługujące na przykładną karę, rzucano go tym zwierzętom, które zwykle rozszarpywały go żywcem. Jeżeli natomiast wyszedł z tego nietknięty, otrzymywał ułaskawienie Inki, który przywracał mu wszystkie jego godności i odtąd przyznawał mu wielkie przywileje.

## Komunikacja
Mimo iż w imperium Inków nie znano koła i nie używano do transportu żadnych pojazdów, a jedynym wykorzystywanym zwierzęciem jucznym aż do podboju hiszpańskiego była lama, królestwo pokryte było niezwykle gęstą siecią dróg. Rozmiary i jakość inkaskich szlaków były tak wielkie, iż często porównuje się je do dróg rzymskich. Łączną długość inkaskiej sieci komunikacyjnej szacuje się na ponad 40 000 kilometrów, z czego zachowało się ponad 20 000 km.
Stworzenie w krótkim czasie tak olbrzymiego założenia było możliwe dzięki włączeniu do systemu komunikacyjnego sieci dróg istniejących już wcześniej i odziedziczonych po starszych cywilizacjach andyjskich oraz perfekcyjnej organizacji pracy w skali całego państwa, jaką udało się Inkom zaprowadzić – każdy mężczyzna zamieszkujący w imperium zobowiązany był do odpracowania w ramach świadczeń na rzecz państwa kilku tygodni w ciągu roku. Inkowie nie ingerowali w sposób, w jaki poszczególne ludy realizowały plan ogólnopaństwowej sieci komunikacyjnej – wyróżnia się dziś około 40 różnych technik budowlanych.
Najważniejszą część sieci drogowej stanowiły dwa trakty rozciągnięte na całej długości imperium, jeden wzdłuż wybrzeża, drugi przez Andy, oraz cztery inne, wiodące z Cuzco do każdej z czterech prowincji królestwa.

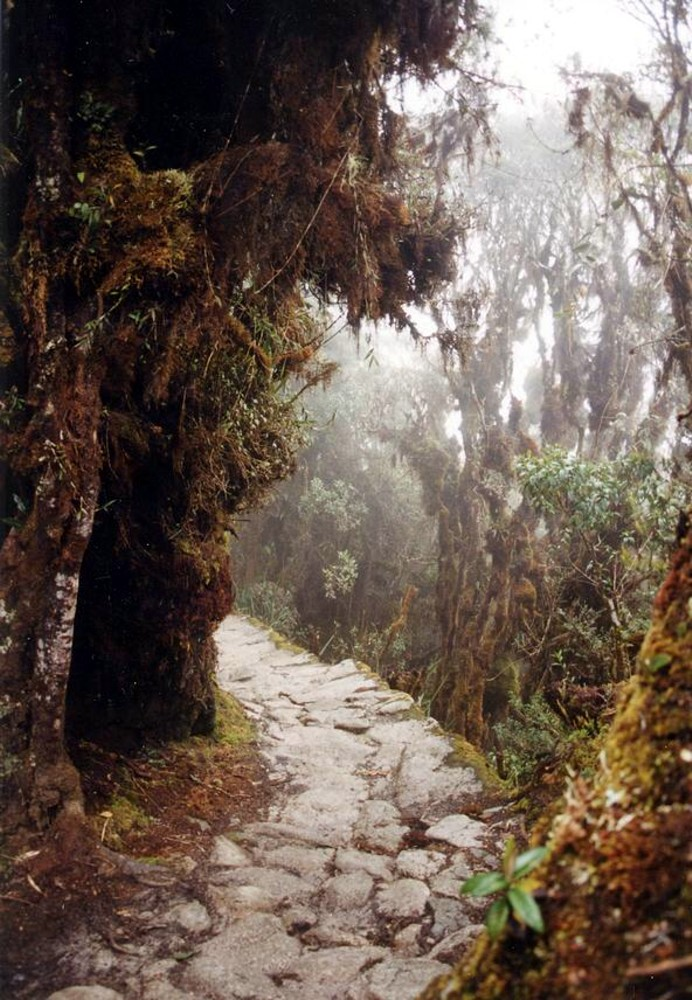
Inkaska droga w okolicach Machu Picchu

Dzięki swym drogom Inkowie mogli względnie szybko podróżować, transportować towary czy przemieszczać wojska w czasie wojny lub zamieszek (przy jednoczesnym utrzymywaniu relatywnie niewielkich sił zbrojnych w skali całego kraju). Służyły też one do przesyłania wiadomości, czym zajmowali się specjalni biegacze zwani chasquis, dla których wzdłuż szlaków pobudowano stacje, gdzie mogli odpocząć i przebrać się. Przesyłanie wiadomości i drobnych przesyłek tym sposobem odbywało się na zasadzie sztafety, tzn. w momencie kiedy jeden biegacz docierał do następnej stacji, drugi wybiegał mu na spotkanie i przejmował przesyłkę lub wiadomość. Wiadomość zapisywana była w formie kipu, jego odczytanie często jednak wymagało zapamiętania przez biegacza i przekazania dodatkowych informacji. Sztafeta chasquis była tak wydajna, iż informacje z Cuzco do Quito docierały w czasie mniej więcej 6 dni.
Wzdłuż dróg funkcjonowało kilka tysięcy państwowych zajazdów zwanych tambos, zapewniających podróżnym nocleg, wyżywienie, a w razie potrzeby również nową odzież na koszt króla. Tambos rozmieszczone były jeden od drugiego mniej więcej w odległości jednego dnia marszu.
Po podboju imperium Inków przez Hiszpanów sieć dróg uległa dewastacji, co wynikało tyleż z braku zainteresowania najeźdźców jej zachowaniem, co z całkowitego nieprzystosowania inkaskich dróg do transportu kołowego i jazdy konnej – w trudnych do przebycia górskich obszarach droga inkaska płynnie przechodziła w wykute w litej skale stopnie, natomiast ponad wąwozami i przepaściami przerzucano trudne do przebycia dla osób niedoświadczonych mosty linowe, których jedynymi kamiennymi elementami były pylony.

## Literatura
Inkowie nie znali pisma, nie tworzyli więc literatury we współczesnym rozumieniu. Przedinkaskie próby zapisu przy pomocy pisma hieroglificznego przez Inków zostały zaniechane. Posługiwali się jednak kipu, czyli różnobarwnymi sznurkami, za pomocą których się porozumiewali. Do dzisiaj nie wyjaśniono sposobu, w jaki to robili. Podczas konkwisty większość kipu zniszczono. Do naszych czasów zachowało się około 600 egzemplarzy kipu. Prócz tego znany jest jeden utwór sceniczny inkaski (Ollantay), ale najprawdopodobniej powstał po podboju.

## Edukacja
Forma edukacji w imperium Inków ściśle uzależniona była od pozycji społecznej. Zwykły mieszkaniec państwa miał jedynie możliwość poznania tajników zawodu, jaki przyszło mu wykonywać, edukację pobierał więc od dzieciństwa w środowisku rodzinnym. Inca Roca mawiał podobno, że edukowanie prostych ludzi przyczyniłoby się do upadku państwa. Odmienny los spotykał dziewczęta, które w wieku 10 lat na drodze selekcji (obejmującej szerokie warstwy społeczeństwa) wytypowane zostały do klasztoru Acllahuasi. Poznawały tam tajniki tkactwa i posługi religijnej, niezbędne w służbie dziewic Słońca.
Członkowie wyższych warstw społecznych – inkaska arystokracja oraz elita podbitych ludów – pobierali nauki w założonej według tradycji przez króla Incę Rocę, znajdującej się w Cuzco, w dzielnicy Collcamrata szkole Yacha Huasi, ucząc się tam historii, mitologii (a poprzez nią również swoistej ideologii jaką realizowali władcy Inków), religii, literatury, prawa, wiązania i odczytywania kipu oraz tajników administracji. Młodzież pochodząca spośród elit podbitych państw poznawała również urzędowy język keczua oraz inkaskie obyczaje i tradycje, przygotowując się w ten sposób do administrowania swoimi ojczystymi ziemiami.
Nauka w Yacha Huasi kończyła się w wieku 16 lat (w momencie osiągnięcia, zgodnie z prawem inkaskim, pełnoletniości) swoistym egzaminem. Od uczniów wymagano wykazania się zarówno wiedzą teoretyczną, jak i sprawnością fizyczną oraz wytrzymałością. Egzamin sprawnościowy, odbywający się w obecności króla miał charakter pewnego rodzaju kilkudniowego święta (zwanego huaraku) i przywodzić mógł na myśl swoiste zawody sportowe. W skład egzaminu wchodził wyścig dookoła znajdującej się w sąsiedztwie stolicy świętej góry Huankawuri, zawody w strzelaniu z łuku oraz procy, boks, zapasy, zawody lekkoatletyczne oraz pojedynki pomiędzy uczniami na maczugi i topory, co często pociągało za sobą ofiary śmiertelne. Ostatniego dnia sprawdzano wytrzymałość psychiczną młodzieńców (np. do egzaminowanego podchodził wojownik i wymachiwał mu przed twarzą toporem) oraz, poprzez chłostę, ich odporność na ból. Ten spośród uczniów, który okazał strach bądź nie zdołał zaliczyć któregoś z egzaminów, miał zamkniętą drogę do wyższych urzędów państwowych. Nie przewidywano możliwości ponownego zdawania.

## Siły zbrojne
Wojsko inkaskie stanowili piechurzy. Uzbrojeni oni byli najczęściej w buzdygany, które składały się z drewnianego trzonu o długości około 1 metra oraz na ogół kamiennej głowni w kształcie gwiazdy, choć w wykopaliskach znajdowane są też głównie wykonane z mosiądzu, a niektóre z tych głowni noszą ślady pozłacania. Najpopularniejszą inkaską bronią dystansową była proca, rozpowszechniona zwłaszcza w czasach Pachacutiego Inki Yuapanquiego. Miotano z niej kamienne pociski, czasami rozgrzane w ognisku, co pozwalało wzniecać pożary pokrytych strzechą budynków. Wojownicy dla ochrony nosili watowane tuniki, a także hełmy, zazwyczaj były one wyplatane ze słomy i pokrywane wełną z lamy, na hełmach umieszczano znak rozpoznawczy klanu. Żołnierze korzystali także z tarcz wykonanych z drewna. W końcowej fazie imperium do armii inkaskiej dołączono łuczników z Amazonii oraz niewielkie oddziały konne uzbrojone w broń palną zdobytą na Hiszpanach. Liczebność armii w czasach konkwisty ocenia się na około 100 tysięcy wojowników. Kronikarz Garcilaso Inca de la Vega pisał w 1610, że Inkowie boją się koni. Nie jest to jednak do końca prawdą, gdyż już kilkadziesiąt lat wcześniej ich dosiadali.

## Osiągnięcia naukowe, inżynieryjne i medyczne.

### Medycyna
Medycyna inkaska opierała się na ziołolecznictwie i szamanizmie. Pomimo tego uważa się, że stała na wysokim poziomie. Znali działanie lecznicze wielu ziół, w tym m.in. chininę. Używali liści koki, która wzmacniała ich podczas wędrówek i zarezerwowana była dla inkaskich urzędników i arystokracji. Zaskakuje poziom chirurgii i znajomość wielu chorób (nowotworów). Nie radzili sobie z chorobami zakaźnymi przeniesionymi z Europy.

### System irygacyjny
Pomimo dużych opadów w porze deszczowej (do 200 cm opadów rocznie) położone w Andach pola wymagały nawadniania. W czasach preinkaskich zbudowano sieć kanałów nawadniających pola uprawne. Inkowie rozbudowywali je i ochraniali przed dewastacją. Duża część tego systemu irygacyjnego przetrwała do dzisiaj.

### Astronomia
Obserwacje inkaskie prowadzono z tak zwanej Wieży Słońca oraz w Świątyni Trzech Okien. Okna te były ułożone na jednej linii ze stojącym głazem w środku budynku.
Inkaskie święta słońca: Intip Raymi – odbywało się podczas przesilenia letniego, a Kapaq Raymi podczas zimowego przesilenia.
Dowodów na znaczenie kultu słońca dostarcza Intihuatana, czyli słupek, do którego przywiązuje się słońce. Uważa się, że służyło to do obliczania ważnych dat, np. zrównania dnia z nocą. Nazwa dotyczy uroczystości, odbywanej podczas zimowego przesilenia, kiedy mówiono, że słońce przywiązywano do słupa. Zachowały się również preinkaskie obserwatoria słoneczne, np. na szczycie Huayna Picchu.

### Kalendarz
Rok w kalendarzu inkaskim liczył 365 dni, podzielonych na 12 miesięcy i rozpoczynał się od przesilenia grudniowego. W ciągu roku przypadało wiele uroczystości i świąt związanych przede wszystkim z kalendarzem rolniczym (przesilenia zimowe i letnie oraz zrównania dnia i nocy), a także z rodziną i godnościami władcy. Kalendarz inków był powiązany z astronomią. Inkascy astronomowie rozumieli zjawiska równonocy, przesilenia, fragmenty zenitu, cykl Venus. Nie potrafili jednak przewidywać zaćmień słońca. Inkaski kalendarz był kalendarzem księżycowo-słonecznym (eng. Lunisolar) będący kombinacją kalendarza słonecznego i księżycowego. Rok kalendarzowy trwa 365 dni, ale długość miesiąca równa jest długości miesiąca księżycowego (29 lub 30 dni). Biorąc pod uwagę 12 miesięcy księżycowych na koniec 365 dniowego roku zostawało około 11 dni, które były dopasowywane w kalendarzu do każdego przesilenia zimowego. Każdy z 12 miesięcy księżycowych odznaczał się specyficznymi rytuałami. W Inkaskim kalendarzu nie było żadnych nazw dni tygodnia, i prawdopodobne jest że nie było podziału czasu na tygodnie. Podobnie miesiące nie były podzielone na sezony. Czas w danym dniu nie był liczony w godzinach czy minutach, ale raczej w kategoriach, jak wysoko nad horyzontem jest słońce, lub jak przemieszcza się na niebie.

### Jednostki miar
Jednostki miar używane przez Inków bazowały na ludzkich częściach ciała. Palce, odległość pomiędzy kciukiem a palcem wskazującym, dłonie, łokcie oraz rozpiętość ramion były najczęściej używanymi jednostkami. Najbardziej podstawową jednostką do pomiaru dystansu był thatkiy, który odpowiada około 130 cm. Następną wielkością wspomnianą przez kronikarza Bernabé Cobo było topo lub tupu, miara 6000 thatkiys, odpowiadająca 4,8 mili (7,7 km); obserwacje pokazały, że przedział 2,5–3,9 mili (4,0–6,3) dla tej miary jest bardziej prawdopodobny. Następną miarą była wamani, składająca się z 30 topos (w przybliżeniu 144 mile/232 km). Do wyznaczenia terenu Inkowie używali ramion, przeważnie obszar był wyznaczany poprzez 25 lub 50 rozpiętości ramion, wyrażanych w topos (w przybliżeniu 1,266 mil²/3,28 km²). Odległość rozumiana przez Inków oznaczała prawdopodobnie jako dystans możliwy do przejścia w ciągu jednego dnia; dystans pomiędzy kolejnymi stacjami tambo znacząco się różnił w odróżnieniu do czasu potrzebnego na przejście tej odległości.

## Życie codzienne

### Ubiór
Ubranie wszystkich członków arystokracji składało się z takich samych części, wykonanych z delikatnie tkanych materiałów o wspaniałych kolorach, aczkolwiek okrycie klasy niższej nie różniło się fasonem ani sposobem noszenia. Ubranie mężczyzny składało się z huara, czyli opaski na biodra, unku, czyli koszuli z otworami na głowę i ramiona, sięgającej aż do kolan, którą arystokracja przepasywała tocapu, czyli bogato haftowanym pasem, llacolla, czyli kapy, którą wiązano na szyi końcami krótszych boków. Kobiety używały acsu, długiej tuniki bez rękawów, założonej na ramionach i lliclla, czyli chusty, spiętej na piersi wielką agrafą topo. Wszyscy zakładali na stopy proste sandały ojotas ze skóry lamy w przypadku pospólstwa, lepiej wyprawionej w przypadku arystokracji. Bogate ozdoby jubilerskie były wyłącznie dla elit, na przykład wielkie nauszniki, w które stroili się mężczyźni, stąd termin „długousi”, używany przez Hiszpanów na określenie arystokratów z Cuzco. Władca nigdy nie mógł nosić takiego samego ubrania dwa razy.

### Inkaski dom
Wyposażenie domowe, skromne i elementarne, składało się z naczyń z drewna lub gliny, umieszczanych w otworach w grubych murach domostwa. Jedynymi meblami były kołyski dla dzieci i ceremonialne siedziska, czyli trony, używane przez dygnitarzy podczas wykonywania funkcji, przy czym miały one różną, zależną od hierarchii wysokość, od prostych taboretów z drewna do wyszukanych dzieł jubilerskich. Natomiast wyposażenie arystokracji stanowiły bogate naczynia ze srebra i złota, wykwintna ceramika oraz keros.

### Dieta
Inkowie dysponowali rozmaitością produktów rolnych, stanowiących podstawę ich diety. Jadali warzywa i owoce, chociaż szczególne znaczenie miały ziemniaki, które występowały w czterdziestu odmianach i poddawane były pracochłonnemu procesowi na przemian odwadniania i zamrażania, przekształcając się w chuño, produkt łatwy do zachowania i magazynowania. Mięso było rzadko spożywane, jednak dzięki hodowli świnek morskich było łatwo dostępne. Przy nadzwyczajnych okazjach mieszkańcy Tahuantinsuyu raczyli się mięsem z lamy. Na zwierzęta żyjące na wolności urządzano polowania, traktowane przez arystokratów jako sport; sporządzano z nich charqui, suszone mięso, które stanowiło ważną rezerwę żywnościową. Kukurydza uprawiana w dwudziestu odmianach była produktem luksusowym, służącym do sporządzania chicha, a także spożywano ją w postaci gotowanej i przyprawiano papryką lub aromatycznymi ziołami. Mote było potrawą częstszą wśród arystokracji, niż wśród chłopów. Ważne uzupełnienie diety stanowiły ryby, zwłaszcza na wybrzeżu, chociaż – tak jak ziemniaki i mięso – mogły być suszone i solone do konsumowania w górach. Bardzo często wspólne posiłki miały charakter ceremonialny, co odzwierciedlało obowiązki wzajemności, i sam Inka ucztował publicznie z curacas na znak, jeden więcej, dokonywania redystrybucji. Kronikarz Felipe Huamán Poma de Ayala upierał się przy społecznym, a nawet politycznym znaczeniu tych urządzanych przez Inkę publicznych uczt, których częstość i obfitość miały gwarantować dobre relacje między ludami imperium. Inkowie hodowali również krzew narkotyczny coca. Kiedy Inka chciał okazać jakiemuś kurace swą łaskę, posyłał mu kilka koszy koki.